# Brummana
Brummana è un comune del Libano, situato nel Distretto di Metn, nel Governatorato del Monte Libano ad est di Beirut. Posta in collina e circondata da pinete è conosciuta soprattutto come località turistica e di villeggiatura estiva, il clima è gradevole e la vista del mediterraneo e del panorama circostante attrae numerosi turisti ogni anno.
Nel 2018 ha suscitato l'interesse dei media l'iniziativa del sindaco Pierre Achkar di assumere nella polizia municipale studentesse in shorts per dare un'immagine più attraente per il mercato del turismo occidentale.